# Аушев, Рашид Хаджибикарович
Рашид Хаджибикарович Аушев (3 мая 1966 года — 22 апреля 1997 года) — российский военный, государственный служащий, первый заместитель министра внутренних дел Республики Ингушетия.

## Биография
Родился 3 мая 1966 года в ЧИАССР. Окончил в 1988 году Общевойсковое командное училище имени маршала СССР Еременко. Проходил службу на должностях: командир взвода, командир танковой роты в 5 Общевойсковой армии Дальневосточного военного округа. С 1993 года в системе МВД. С 1995 слушатель академии управления МВД. Проходил службу в МВД на должностях: командир батальона, командир полка ППС МВД РИ. С 1996 года первый заместитель министра внутренних дел Республики Ингушетия. Майор милиции. Убит 22 апреля 1997 года.
Награждён государственными наградами.
Именем Рашида Аушева назван главный стадион Республики Ингушетия и улица в с.п.Троицкое РИ.
Отец :Аушев Хаджибикар, участник ВОВ.
Мать: Аушева Маржан
Братья:Хаджимурад, Беслан, Башир, Рамзан
Сестры:Эсет, Зейнап, Аза, Зина.
Сын:Магомед